# Боберня (урочище)
Бобе́рня (Толо́ки)[джерело?] — урочище в передгірній долині Українських Карпат (Верхньодністровських Бескидів), поблизу міста Трускавець.

## Розташування
У рочище розташоване на околиці м. Трускавець на висоті в межах 400 м. н. р. м. Через цю місцевість протікає річка Солониця (на старих мапах зазвичай позначена як Воротище).
Через Боберню проходять ґрунтові дороги до с. Орів, урочища «Помірки» та до найближчих гірських хребтів (Орівський та Цюховий).

## Опис
Наразі в Боберні знаходяться 4 покинуті будинки по інший берег річки, з яких останні мешканці виїхали в 90—х роках минулого століття. Раніше тут знаходились молочарня, до якої приходили відпочивальники по свіже молоко, а також тут розташовані покинуті джерела №2 «Софія» (перебувало у використанні з 1842 по 1957 роки) та №5 «Емма». 
У 2025 р. на території урочища планується будівництво нового заводу з виробництва мінеральної води «Трускавецька» потужністю 1 млн пляшок на добу, що займе територію у 20 га.